# Pseudocelosterna elegans
Pseudocelosterna elegans är en skalbaggsart som först beskrevs av Waterhouse 1881.  Pseudocelosterna elegans ingår i släktet Pseudocelosterna och familjen långhorningar. Inga underarter finns listade i Catalogue of Life.